# غوردون ماكدونالد (مصور)
غوردون ماكدونالد (بالإنجليزية: Gordon MacDonald)‏ هو مصور بريطاني، ولد في 1967 في East Kilbride ‏ في المملكة المتحدة.